# 妙善院 (所沢市)
妙善院（みょうぜんいん）は、埼玉県所沢市にある曹洞宗の寺院。

## 歴史
天正年間（1573年 - 1592年）、佐和（沢）次郎右衛門吉縄の開基である。吉縄が阿山呑碩を開山として招聘し寺を創建した。
当地がまだ入間郡三ヶ島村だった頃（江戸時代 - 昭和前期）、当寺には寺子屋や小学校が置かれていた。現在も周辺には所沢市立三ヶ島小学校や三ヶ島幼稚園があり、子供たちとの交流が今も行われている。

## 文化財
- 妙善院五輪塔（埼玉県指定有形文化財 平成11年3月19日指定）[2]
- 旗本沢氏画像（所沢市指定文化財 平成4年3月2日指定）[3]

## 交通アクセス
- 狭山ヶ丘駅より徒歩31分。